# 山谷えり子
山谷 えり子（やまたに えりこ、1950年〈昭和25年〉9月19日 - ）は、日本の政治家、著述家、元ニュースキャスター。自由民主党所属の参議院議員（4期）。
衆議院議員（1期）、国家公安委員会委員長（第88・89代）、拉致問題担当大臣、海洋政策・領土問題担当大臣、国土強靭化担当大臣、内閣府特命担当大臣（防災担当）、内閣総理大臣補佐官、参議院環境委員長、参議院参議院政府開発援助等に関する特別委員長、参議院参議院政治倫理の確立及び選挙制度に関する特別委員長、参議院北朝鮮による拉致問題等に関する特別委員長、自由民主党参議院政策審議会長、自由民主党北朝鮮による拉致問題対策本部長などを歴任した。尾崎行雄記念財団顧問。
本名は小川 惠里子（おがわ えりこ）。「惠」が旧字体のため、新字体で小川 恵里子と表記されることもある。選挙活動等においては通称を用いているが、国務大臣としての公務に際しては正式な本名を使用している。弟は国際政治・米国金融アナリストの伊藤貫。

## 来歴

### 生い立ち
東京都武蔵野市に生まれ（現住所は世田谷区尾山台1丁目）。父は新聞記者・ラジオパーソナリティの山谷親平。幼少期を福井県で過ごし、栄冠幼稚園、福井市順化小学校、福井市明道中学校、東京都立駒場高等学校、聖心女子大学文学部心理学科卒業。高校時代は競泳の選手だった。大学時代マスコミ志望で大手新聞社や出版社を受けるも失敗し、フリーライターや出版社勤務を経て、日本テレビ系『ウィークエンダー』のリポーター、『サンケイリビング新聞』編集長、政府広報番組のニュースキャスター、フジテレビ系『おはよう!ナイスデイ』コメンテーターとして活動した。タレント時代は後述する議員時代と異なり、リベラルな信条で知られていた。

### 政治家として
1989年、第15回参議院議員通常選挙に民社党公認で立候補するも落選。
2000年6月の第42回衆議院議員総選挙で民主党は比例東海ブロック単独1位候補として山谷を擁立。同党は同ブロックで7議席を獲得し、初当選した。民主党時代は民社協会に所属。民主党の「次の内閣」の教育科学技術ネクスト大臣（第2次鳩山由紀夫「ネクスト・キャビネット」）・文部科学ネクスト大臣（第2次鳩山由紀夫改造「ネクスト・キャビネット」）を担当した。
2002年12月、民主党を離党し、保守新党に参加。これに対し、民主党は山谷を除籍処分とした。
2003年11月の第43回衆議院議員総選挙に保守新党公認で東京4区から立候補するも落選。
2004年、第20回参議院議員通常選挙に自由民主党公認で比例区から立候補。自民党は比例代表で15議席を獲得し、山谷は6位で当選した。
2005年10月31日、第3次小泉改造内閣が発足。同年11月2日、内閣府大臣政務官に就任。

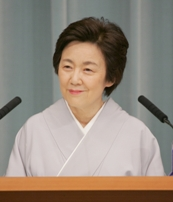
内閣総理大臣補佐官就任時の記者会見にて

2006年9月に発足した第1次安倍内閣では内閣総理大臣補佐官（教育再生担当）に就任し、第1次安倍改造内閣でも留任、福田康夫内閣でも再任された。
2012年10月、当時野党であった自由民主党のシャドウ・キャビネットでは、国家公安委員会委員長、内閣府担当大臣（拉致問題、領土問題、行政改革、公務員制度改革、男女共同参画、地方分権改革、沖縄･北方対策担当）に配置された。

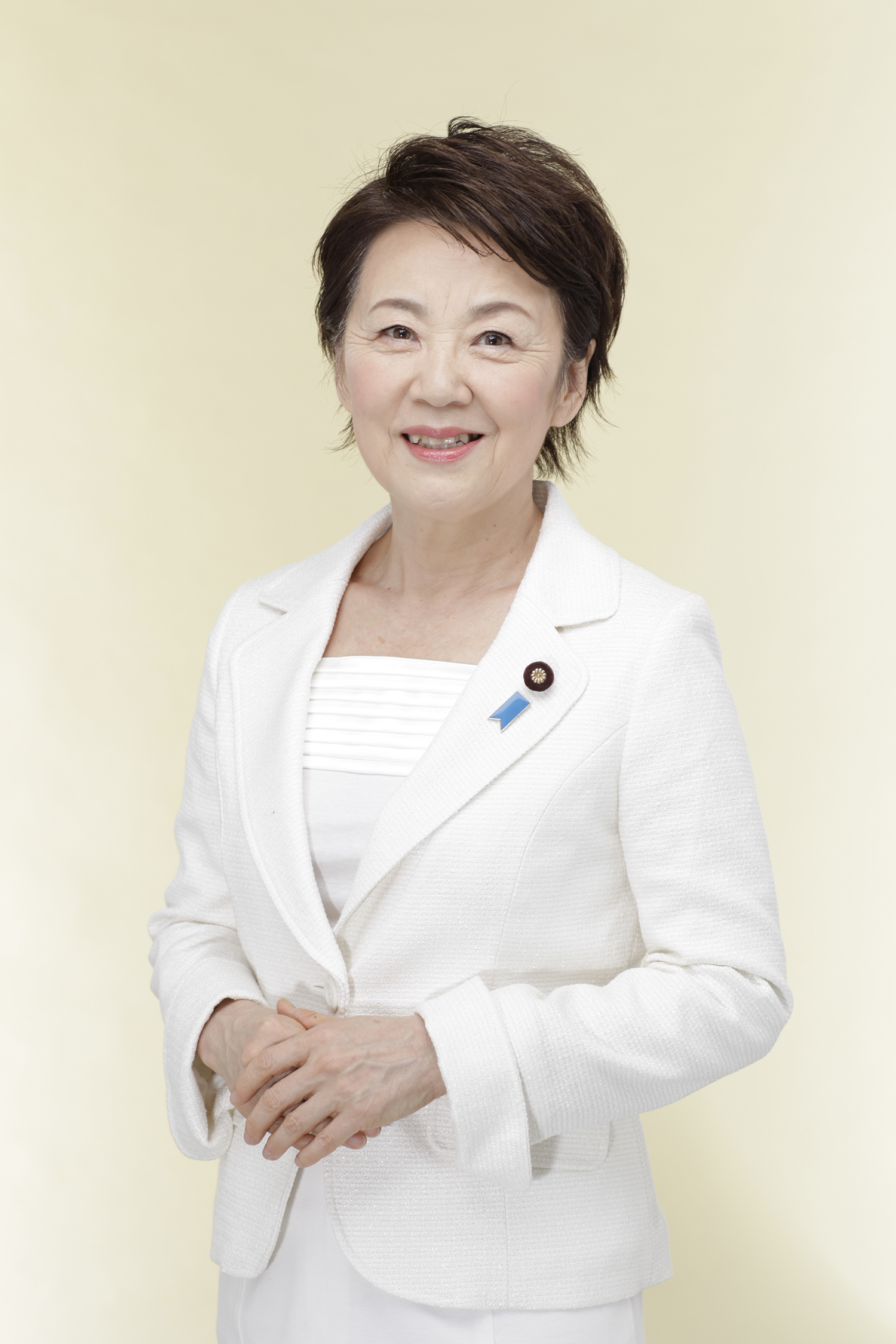
国家公安委員会委員長兼内閣府特命担当大臣（防災担当）の就任に際して公表された肖像写真

2014年9月3日、第2次安倍改造内閣の発足にともない初入閣。国家公安委員会委員長と内閣府特命担当大臣（防災担当）の2ポストを兼務することになった。同時に、国務大臣の所管事項として「北朝鮮による拉致問題の早期解決を図るため企画立案及び行政各部の所管する事務の調整」 と「海洋及び領土問題に関する施策を集中的かつ総合的に推進するため企画立案及び行政各部の所管する事務の調整」 と「事前防災の観点から国土の強靭化を推進するため企画立案及び行政各部の所管する事務の調整」 をそれぞれ担当することとなった。同年12月の第3次安倍内閣で再任。
2016年7月の第24回参議院議員通常選挙で、自民党は比例代表に25人の候補者を擁立し、19議席を獲得。山谷は7番目の得票数で3選。
2022年、フランス政府よりレジオンドヌール勲章シュヴァリエを受章。
同年7月の第26回参議院議員通常選挙で、自民党は比例代表に特定枠2人を含め計33人の候補者を擁立し、18議席を獲得。山谷は10番目の得票数（特定枠を含むと12番目）により、4期目の当選を果たした。

## 人物

### 旧統一教会（世界平和統一家庭連合）との関係
- 2001年11月25日付と26日付の「世界日報」に、山谷は、夫婦別姓に反対する国会議員の連続インタビューで登場した[20]。世界基督教統一神霊協会（旧統一教会）系列の「世界日報」は当時、選択的夫婦別姓制度の導入について「日本の家庭の在り方を根本から覆すとの懸念が出ている」（同年11月19日付）として、反対キャンペーンを展開していた[20]。山谷はインタビューで「結婚するもしないも、子供を産むも産まないも『個人の自由』という風潮の中で、家庭の幸せや、国への思いを語ることがタブーになっています」などと発言した[20]。
- 全国霊感商法対策弁護士連絡会の山口広弁護士は著書「検証・統一教会=家庭連合」で、山谷が2003年の衆院選で〈統一教会の組織的支援を受けた〉と指摘し、〈二〇〇三年の衆院選で選挙応援に動員された二十代の女性信者が私に体験を語った。四人の女性信者で参加したら顔見知りの信者たちがスーツを着て、事務所のお茶だし、名簿整理、ポスター貼りの承諾取りの戸別訪問、ポスター貼り、うぐいす嬢などをさせられた。「過度の性教育に反対」「家庭の再建」など選対で渡されたアナウンスマニュアルは統一教会で普段言われている内容とそっくりだった〉と述べた[21][22][23]。
  - 旧統一教会の霊感商法などの被害にあい、全国霊感商法対策弁護士連絡会に助けを求めた元信者の女性は、〈祈祷会後のことだった。「明日一日フリーの人で選挙の応援に行ける人！」を募集され私は手を上げた〉〈み旨のためにどうしても当選しないといけない方らしい〉〈ぞろぞろと応援が来た。その中に武蔵野青年部のメンバーも4名ほどいた〉〈出発前にアベル（隊長）から「教会の名前はあかさないで」と言われてきた〉〈ピンポーンとインターホンを押し、「山谷さんを応援している者です」といった自己紹介をし、お家の外壁に選挙が終わるまでこのポスターを貼らせていただけませんか？とお願いする。ポスター貼り役は断られてもそこをなんとかと、といった風に粘る。裏面の小泉首相と握手した写真などを見せる〉と証言をした[23]。その元信者の女性達4人は選挙用のジャケットを渡されて、選挙カーに乗り、〈渡されたのは「山谷えり子は〇〇します！」といった、10項目くらいのアナウンスマニュアル。「み旨を進める人だ」と感激した。「過度な性教育に反対」「ジェンダーフリーの反対」「家庭の再建」といった内容。一人づつマイクを持って全文を交代で読んだ。残る3人は窓の外にいる人々に手を振って明るく「山谷えり子をよろしくお願いいたします」と大声を出した〉〈この日の残りのスケジュールは伝道。アベルに電話をする。ウグイス嬢をしたと報告すると「すごいじゃないか」と喜んだ声が聞こえる〉〈山谷さんが祝福を受けているのか気になったが、まあ最初は堕落圏で結婚しているので、祝福を受けたとしても既成祝福でそんなに急ぐことではないと思った〉〈お父様（文鮮明）日本入国のために山谷さんにがんばって欲しいと思った。山谷さんは神様に相当期待されている人物〉と証言した[23]。
  - AERA dot．の編集部が山谷に、旧統一教会に選挙の支援を依頼したことがあるかどうか質問状を送ったところ、「支援を依頼したことはございません」との回答があった[23]。旧統一教会も「特定の政党、政治家、候補者に対して組織的に関与することはございません。尚、個人の信者様の政治活動については把握し兼ねます」と回答した[23]。
- 2005年10月31日、第3次小泉改造内閣が組閣され、内閣府特命担当大臣（少子化・男女共同参画担当）に猪口邦子が抜擢された。猪口はこれに先立つ片山さつき、佐藤ゆかりらとの合同記者会見で「私たちがジェンダーバッシングを許さない」と明言していた[24]。危機感を強めた統一教会は、天宙平和連合とその前身組織である世界平和超宗教超国家連合の連名という形で、「21世紀 世界平和の為の日本女性指導者セミナー」のための冊子を作成。「現在の課題となすべきこと」として、「（注・男女共同参画基本計画の）第二次5カ年計画においてジェンダーという文言を使用させない」「安倍晋三官房長官と山谷えり子内閣府政務官でチェックできるように関係省庁、議員に積極的に働きかける」と明記した[25]。この年の4月に結成された「過激な性教育・ジェンダーフリー教育実態調査プロジェクトチーム」の座長を安倍が務め、事務局長を山谷が務めていたことを踏まえた教団側の対抗策であった[25][26]。男女共同参画基本計画（第2次）は同年12月27日に閣議決定された[27]。
- 第22回参院選間近の2010年5月、 山谷への支援ならびに統一教会に批判的な有田芳生への落選運動を通達する教団の内部文書が流出し、物議を醸した[28]。翌月には信者による有田に対する選挙妨害が行われた[29]。
- 2014年9月28日付の東京新聞は、山谷が過去に統一教会の関係者を秘書としていた可能性を報じた[30]。
- 国家公安委員長を務めていた2014年10月30日、衆議院予算委員会において、民主党の小川淳也から「山谷大臣は民主党に所属していたときは、家族観に対して極めてリベラル色の強い主張をしていたが、現在は急激に右旋回し、『安倍内閣の筆頭右大臣？』とまで新聞の見出しで言われている。この変節、変遷はどこから来るのか」と質問を受け、あわせて「世界日報に登場しておられる。どういう関係か」「統一教会は非常に大臣にシンパシーを感じているということも流布されている。お答えいただきたい」と問われた。山谷は「統一協会に関しましては、私は選挙応援をいただいておりません」と答弁した[31]。
- 2022年7月8日、安倍晋三が奈良市で射殺される事件が発生[32]。日本でも、7月11日午後から、統一教会と政治家との繋がりが大手メディアで取り沙汰されるようになった[33][34]。8月2日、有田芳生がTwitterを更新。前述の教団の内部文書を添付し、「この文書で重要なのは、統一教会が安倍晋三（元首相）、山谷えり子議員をとくに重視」している点だと述べた。これを受けて毎日新聞は8月3日、山谷を取材。山谷は教団との関係について「私は関係ありません」と答えた[35][36]。毎日新聞は、旧統一教会と政治の関係が問題化していることに関しての認識も尋ねたが、山谷は険しい表情で無言のまま立ち去った[35]。
  - 同日、有田芳生は自身のTwitterに《どうしてこんなに明々白白のウソが言えるんだろうか。山谷えり子さんは統一教会の重点候補でした。長い長い付き合いがあることは、多くの信者たちが証言しています》《2004年の参議院選挙。統一教会は山谷えり子さんを西日本の組織だけで支援しましたが、10年には全国の組織で応援。内部文書にはそれも書かれています》と投稿した[37][38]。これについて山谷は4日、党本部で記者団に対し「選挙応援はいただいていない」と否定したうえで、有田の投稿については「よくわからない」と述べた[39]。

### 統一教会および全国教育問題協議会との関係
- 有田芳生が公開した前述の統一教会の内部文書には、「なお資料等足りない場合は本部A（個人名。wikipediaの方針に従い伏せる）部長まで連絡下さい。対策上直接山谷事務所に連絡することはやめて下さい。又Aさんも自民党の先生方を集めた全国教育問題協議会の事務をしている関係上名前を変えています。勝共のAは使っていません」と書かれていた[38][40][41]。Aは、1975年に行われた統一教会の合同結婚式に参加し、韓国人と結婚しており、江利川安栄統一教会会長（第7代）の側近を務めた人物であり、内部文書が公開された当時、全国教育問題協議会（全教協）で事務の仕事をしていた。そして2022年7月17日の時点で、山谷えり子と有村治子議員は全教協の顧問を、Aは役員を務めていた[41][42][43]ことが公式サイトで公表されていたと週刊文春などで報じられたが、2022年8月4日までに公式サイトから削除された[43][44]。
  - 全教協の中尾建三理事長は2022年9月5日、　全教協は旧統一教会の関連団体ではないと主張し、週刊文春の報道を否定した。 中尾理事長は、週刊文春の取材に対して「『旧統一教会』との関係はないという」否定と、週刊文春に書かれていた「旧統一教会の関連団体」との根拠について①副理事長が、全教協を作ったというのはデマ情報で、旧統一教会の信者でも無く、一切関係ない②会員の国際勝共連合の関係者Aも過去一度も役員では無い8月31日付けで退会した③週刊文春に書かれた世界日報の編集員も過去一度も役員では無いーなどと週刊文春が、「旧統一教会の関連団体」としてあげた根拠を全て、詳細に否定した。
  - 否定のコメントと説明の内容を週刊文春は、何も書かず、「岸田総理が(全教協)の役員会での挨拶をしたことは、岸田総理が『旧統一教会関連団体』に出た、として『週刊文春』の主観的な憶測を事実だと決め付けられた」と週刊文春の報道を誤報と反論、否定した[*「週刊文春」憶測記事に関する反論］2022年9月6日閲覧。
  - 上記の中尾理事長の反論に対し、以下の事実がある。
    - 全教協の中尾理事長、副理事長2人、山本豊常任理事、Aの5人が2019年11月15日、東京都内の台北駐日経済文化代表処を表敬訪問し、教育組長と面談し、Aを含めて記念撮影をしていた[45][46]。
    - 全教協が発行している月刊新聞「全教協ニュース」の2015年11月１日号（第237号）には「役員 A」としてAのコメントが紹介されていた[45]。
      - 2015年12月１日号（第238号）、2016年１月１日号（第239号）、2016年２月１日号（第240号）、2016年３月１日号（第241号）、2016年４月１日号（第242号）の全教協ニュースでも「役員 A」としてAのコメントが紹介されていた[45]。

    - 全教協ニュース2016年２月１日号（第240号）の「文科省・自民党幹部に教育問題について要望」という見出しの記事の中にAが写っており、少なくとも下村博文と稲田朋美に全教協の役員達が要望書を提出する際にはAが同席していた[45][47][48]。
    - 2016年10月25日に全教協が開催したイベント、全教協結成40周年・文部科学大臣賞受賞記念祝賀会にAが出席していたことが全教協ニュース2016年11月1日号（第249号）に書かれている[45]。
    - 全教協ニュース2017年9月1日号（第259号）に掲載された、「平成29年8月19日　参議院議員比例代表（全国区）選出　有村治子氏を囲んで」というタイトルの集合写真に事務局員としてAが写っていた[45]。
    - 2018年5月30日、全教協の平成30年度の役員会と総会に事務局員としてAが出席していた[45][49]。
      - 同日、細川博之の講演をAが傍聴している姿が全教協ニュース2018年7月1日号（第269号）と全教協のブログに掲載された[45][50]。

    - 2018年8月25日に開かれた全教協の役員会に事務局員としてAが出席している姿が全教協ニュース2018年9月1日号（第271号）に掲載された[45]。
    - 全教協ニュース2019年2月1日号（第276号）にAの800字提言が掲載され、全教協の公式サイトにも掲載された[45]。
    - 2019年9月4日、自由民主会館で開かれた全教協の令和元年度の第2回役員会と総会に事務局員としてAが出席し、岸田文雄らと記念写真を撮っていた[45][51][52]。
    - 2021年11月30日、自由民主会館で行われた全教協の令和三年度の役員会に事務局員としてAが出席していた[45][53]。
    - 2022年6月1日、自由民主会館で行われた全教協の役員会総会に事務局員としてAが出席していた[45][54]。
      - 同日、全教協役員らが高市早苗に山本豊著「教育問題55の根源を探る」を紹介する際に、事務局員としてAも同席していた[45][55]。

- 全教協は、高橋史朗が「こども庁」の名称の問題を指摘し、それを受けた顧問の山谷らが「こども家庭庁」への変更働きかけ運動の拠点のひとつにしていた場所である[41]。2021年12月4日、全教協は《こども庁を蝕む「家庭」解体派に警鐘を　全教協役員会》という記事を公式サイトで更新しており、そこには「小渕優子自民党組織運動本部長、義家弘介衆議院議員、山谷えり子参議院議員、有村治子参議院議員、上野通子参議院議員、石橋林太郎衆議院議員が教育問題で直面する課題と国会での活動内容について熱い思いを伝えました。」と書かれていた[56]。
- 山谷は2004年に全教協が開催した第24回全教協教育研究大会で講師を務めた[57]。
- 山谷は2010年9月6日に全教協が自民党会館会議室において開催した教育懇談会に出席[58]。
- 山谷は2011年8月15日に第31回全教協教育研究大会パネルディスカッションでパネリストとして講演をした[59]。
- 山谷は2012年8月8日に第32回全教協教育研究大会で基調講演をした[60]
- 山谷は2016年4月21日に第36回全教協教育研究大会2016で基調講演をした[61]。
- 山谷は2015年2月27日、2016年2月23日、2017年5月30日、2018年3月2日、2022年6月1日に全教協が開催した総会や役員会に参加した[62][63][64][65][66]。

### 在日特権を許さない市民の会（在特会）との関係
- 2009年2月22日、山谷は島根県松江市で開かれた「竹島の日」の記念行事に出席し、講演をした。その前日、在日特権を許さない市民の会（在特会）のメンバーは街頭宣伝を行うため松江市に入り、市内のホテルに宿泊していた山谷を訪問。在特会関西支部長らメンバー7人と山谷は記念写真を撮影した[67]。関西支部長は22日にブログを更新し、写真を掲載するとともに「いつものことながら、先生ハイテンション。あのエネルギーはどこから来るのか」と綴った[68]。7人のうち少なくとも4人は逮捕歴があった[69]。
- 2014年9月16日、関西支部長は上記の写真をブログから削除。翌9月17日、メディアは、写真の内容と、写真が削除されたことを一斉に報道した[67]。
- 同年9月18日、山谷は定例記者会見で「在特会の人であることは知らなかった。国家公安委員長なので、面会の要否については慎重に対応していきたい」と述べた[70]。9月25日、外国特派員協会で開かれた記者会見では、英国のタイムズ紙の記者から、在特会関係者との交流や在特会についての見解を質された際には、「私は選挙区が全国でありまして、たくさんの人々とお会いいたします。その方が在特会の関係者ということは存じ上げておりません。（在特会の主張について）一般論として、いろいろな組織についてコメントすることは適切ではないと考えております。」と答えた[71]。9月18日、TBSラジオ『荻上チキ・Session-22』は、山谷に送った質問状とその回答の全文を公表。回答の中で山谷は在特会について「在日韓国人・朝鮮人問題を広く一般に提起し、彼等に付与されている『特別永住資格』の廃止を主張するなど、『在日特権』をなくすことを目的として活動している組織と承知しています」と述べた[72]
- 2014年10月30日、衆議院予算委員会において、「在特会幹部と携帯電話でやりとりする間柄」との指摘をうけた[31][73]。

### キリストの幕屋との関係
- 2012年10月10日、山谷は自身の公式サイトに「長谷川三千子先生対談　トニータナカ先生、田中千絵さん来訪　キリストの幕屋　水曜集会にて講演」という記事を掲載した[74]。

- キリストの幕屋も山谷を支援しており、同宗教法人の機関紙「生命の光」796号（2019年5月1日発行）に「新しい御代を迎える」と題して山谷へのインタビューを寄稿している[75]。

### 国会中に居眠り
2022年1月の衆院本会議の最中に鼻マスクで居眠りをしていたことが、FNNプライムオンラインで報道された。

### その他
- 夫の小川聖（おがわ せい）は、共同通信海外部長として在職中の2003年（平成15年）8月に交通事故に遭遇し、同月12日に死去。夫との間に3人の子どもがいる[8][77]。
- 日中国会議員書画展へ書画を提供している[78]。
- クリスチャンでカトリック信徒であり、カトリック教会系のラジオ宗教番組心のともしびに出演中。
- 2004年（平成16年）の参院選で新生佛教教団の推薦を受けている[79]。また、同教団で講演を行ったことがある[80]。
- 朝日新聞の報道によれば、山谷の支援団体として、自民党の内部資料に日本会議、神道政治連盟、佛所護念会教団、大和教団が挙げられている[81]。
- 2022年6月7日、東京都内で開いた政治資金パーティーで、皇族数の確保を巡る国会論議に関し「共産党は賛成しないだろうが、静かにしていていただきたい」と述べた[82]。

## 不祥事

### 政治資金パーティーによる計2403万円の裏金が政治資金報告書に不記載
2023年12月1日、朝日新聞が、自民党5派閥の政治資金パーティーをめぐる問題で、清和政策研究会（安倍派）が、所属議員が販売ノルマを超えて集めた分の収入を裏金として議員側にキックバックする運用を組織的に続けてきた疑いがあるとスクープした。
この裏金問題に伴い、95名超の安倍派議員が政治資金報告書の訂正をする中、山谷は2024年1月27日までに、所属する安倍派の政治資金パーティーの問題を巡り、2018年から5年間分の政治資金収支報告書に計2403万円が不記載だったと明らかにした。
自身のX（旧Twitter）に「深く反省している」と投稿した。パーティー券の販売ノルマ超過分は支出に充てず、事務所内で保管していたと説明している。
2024年4月4日、自民党は党紀委員会を開き、山谷を党役職停止1年とするなどの処分を決定した。処分を受け党の拉致問題対策本部長を辞任した。
同年7月8日、東京地検特捜部は、政治資金規正法違反の罪で告発されていた山谷を嫌疑不十分で不起訴処分とした。山谷の事務担当者については起訴猶予処分とした。12月18日、東京第四検察審査会は事務担当者について不起訴不当と判断した。山谷と別の秘書については不起訴相当とした。不起訴不当の判断を受け特捜部は再捜査を行ったが、2025年2月12日、事務担当者を再び起訴猶予処分とした。

## 政策・主張

### 憲法
- 憲法改正について、2016年のアンケートで「賛成」と回答[93][94]。

- 9条改憲について、2016年の毎日新聞社のアンケートで「改正して、自衛隊を他国同様の『国防軍』にすべきだ」と回答[94]。

### 外交・安全保障
- 「他国からの攻撃が予想される場合には先制攻撃もためらうべきではない」との問題提起に対し、2016年のアンケートで回答しなかった[93]。

- 「北朝鮮に対しては対話よりも圧力を優先すべきだ」との問題提起に対し、2016年のアンケートで回答しなかった[93]。

- 安全保障関連法の成立について、2016年の毎日新聞社のアンケートで「今の法制でよい」と回答[94]。

- 普天間基地の移設問題について、2016年の毎日新聞社のアンケートで「名護市辺野古に移設すべき」と回答[94]。

- 2009年2月22日、第4回「竹島の日」記念式典に講師として招かれ、講演を行った（国会議員の式典参加は初）[95]。

- 2012年8月19日 尖閣諸島で船上慰霊祭を行った[96]。

### 北朝鮮による日本人拉致問題
- 政治家へ転身したきっかけの一つが北朝鮮による日本人拉致問題だという[97]。第2次安倍内閣が発足してから1か月後の2013年1月、自由民主党北朝鮮による拉致問題対策本部長に就任した。

- 拉致被害者の横田めぐみの母・横田早紀江が2006年に渡米し、ジョージ・W・ブッシュ大統領と面会した際、官房長官だった安倍晋三が「早紀江さんとの信頼関係がある山谷氏がそばにいた方がよい」と取り計らい、拉致問題担当の内閣府政務官だった山谷を随行させた[98]。

### 慰安婦問題
- 慰安婦問題について、慰安婦が強制連行されたとする主張を否定する立場をとる[99]。

- 2010年、ニュージャージー州パリセイズ・パークに慰安婦の碑が建てられると、これに抗議するため2012年5月に同市を訪れ、市長に面会。「政府で調べたが、日本の軍や警察が強制連行した事実はなかった。20万人を拉致して慰安婦にした事実はない」などと主張した[100]。

### 選択的夫婦別姓
- 選択的夫婦別姓制度の導入に反対している[101][102]。2016年のアンケートでも「反対」と回答[93]。山谷自身は政治・言論活動で旧姓を通称使用として使っている[103]。

- 2000年の衆議院選挙では民主党が公約とした選択的夫婦別姓を導入する民法改正を自身の公約にも掲げており、同年9月にはその民法改正案の推進を求める申し入れに署名していた[104]。

- 2001年11月には統一教会系の日刊紙世界日報におけるインタビューシリーズ（「夫婦別姓」は福音か）では2回にわたって民主党の選択的夫婦別姓案（法務省B案準拠）に慎重な姿勢を表明したもの、旧姓の使用を公的に可能とする趣旨の制度改正（法務省C案準拠）を主張している[105]。

- 2009年の民主党政権時代の選択的夫婦別姓案には反対しており、2010年11月には、参議院予算委員会において、「選択的夫婦別姓制度を含む民法改正は家族解体法案。いま守るべきは家族だ」などと主張している[106][107][108][109]。

- 2014年10月8日の参院予算委員会では、社民党の福島瑞穂の「選択的夫婦別姓」の是非に関する質問に関し、「国民的議論がさまざまある。国務大臣としての答弁は控え、内閣の方針が出れば従いたい」と答弁した[110]。

- 2021年1月30日、山谷ら自民党国会議員有志50人は、47都道府県議会議長のうち同党所属の約40人に、選択的夫婦別姓の導入に賛同する意見書を採択しないよう求める文書を郵送した。地方議員や市民団体は、地方議会の独立性を脅かす行為だとして山谷らを批判した[111][112][113][114][115]。

### ジェンダー
- 七生養護学校事件直後の2005年、安倍晋三と共に、党の「過激な性教育・過激なジェンダーフリー教育実態調査プロジェクトチーム」に参画。事務局長を務める。
- 同性婚を可能とする法改正について、2016年のアンケートで「反対」と回答[93]。
- 既存の性差別さえも解消していない現状で、新たにLGBTを差別なく受け入れるための社会や法案の実現には非常に慎重な姿勢を崩さない。2021年5月21日のLGBT「理解増進」法案を審査した自民党の部会で「体は男だけど自分は女だから女子トイレに入れろとか、女子陸上競技に参加してメダルを取るとか、不条理なことが起きている」と海外で起こっている性急な導入による[116][117]懸念を事実として口にした。また、同月14日には法案要綱に「差別は許されない」との文言を目的や基本理念の部分に追加する与野党で合意した修正について、「自民党として認めるには大きな議論が必要」「しっかり議論することが保守政党としての責任だ」という、無条件での合意ではなく更なる議論が必要ととれる発言をした[118]。これに対して性的マイノリティのLGBT法連合会は「明らかなオリンピック憲章違反」と抗議する緊急声明を表明した[119]が謝罪や撤回には至っていない。
- クオータ制の導入について、2016年のアンケートで回答しなかった[93]。
- 2010年には子宮頸がん予防ワクチンをティーンエイジャーに公的費用で接種させる動きがあることを問題視した[58]。

### 教育
- 民社協会では、子供の勉強し過ぎ・詰め込み教育がイジメやオウム真理教事件につながったとし、「ゆとりを推進すべし」という趣旨の文章を寄稿していた[120] が、その後は「ゆとり教育は学力低下につながった」と批判している[121]。

- 「過激な」性教育に反対し、家庭科の教科書や教育機関での性教育を問題視し、国会で取り上げている。2005年には「過激な性教育・ジェンダー教育実態調査プロジェクト・チーム」事務局長として、全国調査を行い約3500の事例を集め、「過激な」性教育が行われるなど教育現場が「異常な状態」になっていると訴えるキャンペーンを展開した。この調査結果を元に、同年暮れの「第2次男女共同参画基本計画」改定の際過激な性教育は含めないことが記された。なお、これらの調査には、男女共同参画に反対するための故意の誇張や故意の誤解・捏造が多く含まれており、実際にはそのような「過激な」性教育はなく、自作自演であるとフェミニストや女性権利擁護団体からの指摘がある[122]。

- 性教育自体に関しても「具体的な性教育はすべきではない。」と否定的な主張をしている[123]。

- 2007年4月、教育再生会議は「親学に関する緊急提言」の概要をまとめた。この概要は、山谷らが主導となって計画したものである。内容は「子守歌を聞かせ、母乳で育児」「授乳中はテレビをつけない」などであり、同年5月にも正式発表される予定であったが、政府や与党内にも慎重論が出て、同年5月での正式発表は見送られた[124][125][126][127]。なお、親学に関しては、非科学的で障害者への差別・誤解を生むものだ、という指摘があり[128]、批判を受けている[129][130]。

### その他
- 永住外国人への地方参政権付与について、2016年のアンケートで「反対」と回答[93]。

- 首相の靖国神社参拝について、2016年のアンケートで「賛成」と回答[93]。

- 「治安を守るためにプライバシーや個人の権利が制約されるのは当然だ」との問題提起に対し、2016年のアンケートで回答しなかった[93]。

- 「原子力発電所は日本に必要だと思うか」との問いに対し、2016年の毎日新聞社のアンケートで、選択肢以外の回答をした[94]。

- 2016年の米国大統領選挙について「ドナルド・トランプとヒラリー・クリントンのどちらを支持するか」との問いに対し、2016年の毎日新聞社のアンケートで「クリントン」と回答[94]。

- 2016年2月8日、高市早苗総務大臣は、放送局が政治的公平性を欠く放送を繰り返した場合、電波法に基づき電波停止を命じる可能性に言及した[131]。安倍晋三首相は2月15日の衆議院予算委員会で野党の批判に反論し、高市の発言を擁護した[132]。政府の姿勢をどう思うかとの問いに対し、2016年の毎日新聞社のアンケートで「問題とは思わない」と回答[94]。

- 2011年の時点ではTPP交渉参加に反対している議員として紹介されていた[133]。

- インターネット上の有害サイトに懸念を示し、パソコン業界に対するフィルタリングシステム・検閲の義務付けの必要を国会で主張している[134]。

- 2009年5月、国会内の記者会見で、日本の業者が開発・販売している「性暴力ゲーム」を批判し、実態を調査するとともに与党が検討中の児童ポルノ規制法の改正内容にも反映させ、検閲を強化していく考えを示した[135]。

- 2011年4月14日、東日本大震災の復興補正予算が議論される中、復興予算捻出のための政府開発援助（ODA）削減案に反対する超党派連合のメンバーとして名を連ねる[136][137]。

- 人工妊娠中絶に反対しており、2010年5月30日には中絶反対派のNPO法人「天使のほほえみ」主催の講演会において講演している[138]。

- 子宮頸がんワクチンについて「十代前半での性体験を前提」にしている、定期健診だけでもほぼ100％子宮頸がん死亡を予防できるなど主張し[139]公的接種について反対した。

## 政歴
- 1989年（平成元年）
  - 7月 - 第15回参議院議員通常選挙に比例区から民社党公認（名簿5位）で出馬したが落選。
- 2000年（平成12年）
  - 6月 - 第42回衆議院議員総選挙で民主党から比例東海ブロック（比例単独1位）に出馬し衆議院議員初当選。
  - 9月 - 民主党次の内閣教育科学技術大臣。（ - 2001年9月）
- 2002年（平成14年）
  - 12月- 熊谷弘らと共に民主党を離党。保守新党結党に参加。
- 2003年（平成15年）
  - 11月 - 第43回衆議院議員総選挙に東京4区から保守新党公認で出馬したが落選。総選挙直後に保守新党が解党し、自由民主党へ合流。
- 2004年（平成16年）
  - 7月 - 第20回参議院議員通常選挙で自民党から比例区に出馬し、得票数6位で参議院議員初当選。
- 2005年（平成17年）
  - 11月 - 第3次小泉改造内閣の内閣府大臣政務官に就任。
- 2006年（平成18年）
  - 9月 - 安倍内閣発足に伴い内閣総理大臣補佐官（教育再生担当）兼内閣官房教育再生会議担当室事務局長に就任。（ - 2007年9月）
  - 父の出身地である自民党福井県連に所属。
- 2007年（平成19年）
  - 8月 - 第1次安倍改造内閣の内閣総理大臣補佐官（教育再生担当）兼内閣官房教育再生会議担当室事務局長に留任。
  - 9月 - 福田康夫内閣で内閣総理大臣補佐官（教育再生担当）に再任。（ - 2008年8月）
- 2008年（平成20年）
  - 10月 - 自民党女性局長（ - 2009年9月）
  - 11月 - 自民党拉致問題対策特命委員会事務局長
- 2009年（平成21年）9月
  - 参議院環境委員長（ - 2010年10月）
- 2010年（平成22年）
  - 7月 - 第22回参議院議員通常選挙で自民党から比例区に出馬し、得票数3位で再選。
  - 9月 - 自民党SC（シャドウ・キャビネット）拉致問題担当副大臣（ - 2011年9月）
- 2011年（平成23年）10月
  - 参議院 内閣委員会理事
  - 参議院 予算委員会委員
  - 参議院 北朝鮮による拉致問題等に関する特別委員会理事
  - 参議院 憲法審査会委員
  - 自民党SC内閣府少子化対策・男女共同参画・消費者・食品安全担当大臣（ - 2012年9月）
  - 自民党中央大学政治学院副学院長（ - 2012年9月）
  - 自民党内閣部会専任部会長（ - 2012年9月）
- 2012年（平成24年）
  - 10月 - 自民党SC国家公安委員長、自民党SC拉致問題担当大臣、自民党SC内閣府担当大臣、自民党内閣部会部会長（ - 2013年10月）、自民党中央政治大学院講師
  - 12月 - 参議院 政府開発援助等に関する特別委員会 委員長（ - 2013年6月）
- 2013年（平成25年）
  - 1月 - 自由民主党治安・テロ対策調査会 副委員長、自由民主党北朝鮮による拉致問題対策本部 本部長
  - 10月 - 自民党参議院政策審議会長
- 2014年（平成26年）
  - 9月 - 国家公安委員長（第2次安倍改造内閣）、拉致問題担当、海洋政策・領土問題担当、国土強靭化担当、内閣府特命担当大臣（防災）
  - 12月 - 同上再任（第3次安倍内閣）
- 2015年（平成27年）
  - 10月 - 同上辞任（第3次安倍第1次改造内閣の組閣により）
  - 12月 - 自由民主党北朝鮮による拉致問題対策本部　本部長代行、自由民主党教育再生実行本部　本部長代行
- 2016年（平成28年）
  - 7月 - 第24回参議院議員通常選挙で自民党から比例区に出馬し、得票数7位で3選。
  - 8月 - 自由民主党北朝鮮による拉致問題対策本部　本部長
  - 9月 - 参議院北朝鮮による拉致問題等に関する特別委員会 委員長、自由民主党文化伝統調査会　会長
- 2018年（平成30年）
  - 自由民主党新聞販売懇話会　会長[140]
- 2019年（令和元年）
  - 9月 - 自由民主党党紀委員長
- 2022年（令和4年）
  - 7月 - 第26回参議院議員通常選挙で自民党から比例区に出馬し、4選。

## 主な所属団体・議員連盟
- 日本ウイグル国会議員連盟
- 日本の領土を守るため行動する議員連盟（会長）
- 北朝鮮に拉致された日本人を早期に救出するために行動する議員連盟（副会長）
- 平和を願い真の国益を考え靖国神社参拝を支持する若手国会議員の会
- 日本教職員組合問題究明議員連盟（事務局長）
- 天皇陛下御即位二十年奉祝国会議員連盟（事務局次長）
- 創生「日本」（副幹事長）
- 神道政治連盟国会議員懇談会（副幹事長）[141]
- 日本会議国会議員懇談会（政策審議会会長）
- 教育再生・地方議員百人と市民の会（顧問）
- 新憲法制定議員同盟
- 日本の前途と歴史教育を考える若手議員の会
- 価値観外交を推進する議員の会
- 真の人権擁護を考える懇談会
- 親学推進議員連盟[124]
- 日韓議員連盟
- 再チャレンジ支援議員連盟
- 日本の水源林を守る議員勉強会[142]
- 映画議員連盟[143]
- 日本の尊厳と国益を護る会(幹事)[144]
- 文化芸術振興議員連盟（幹事長）
- 全ての女性の安心・安全と女子スポーツの公平性を守る議員連盟（共同代表）[145]

## 出演番組
- テレビ三面記事 ウィークエンダー
- えり子の生活メモ
- 私のスター探検内のダイエーインフォマーシャル
- おはよう!ナイスデイ
- 山谷親平のお早ようニッポン「山谷えり子のむすめ八目」

## 著書
- 『女の子のシークレット・ブック　―そっと教えちゃう可愛いレディになる方法―』主婦と生活社（21世紀ブックス） 1978年6月
- 『失敗しないオトコ選び』学習研究社 1980年10月
- 『別居結婚を実行してみたら…』（21世紀ノベルス）主婦と生活社 1980年11月
- 『女の子のひみつノート　―えり子の青春カウンセリング―』実業之日本社 1981年9月
- 『女性のすべての美しさと魅力を発揮する法』（エスカルゴ・ブックス）/ 日本実業出版社 1983年7月
- 『嫁姑合戦えり子の場合』主婦の友社 1983年11月
- 『走りつづけて　―父・山谷親平五千六百一回の朝―』ニッポン放送プロジェクト（扶桑社）1985年11月
- 『レディになるための魅力講座　―目に見えて!センス・アップ―』日本実業出版社 （エスカルゴ・ブックス）1986年1月
- 『山谷えり子の元気印子育て日記』主婦の友社、1987年10月8日。NDLJP:12105411。
- 『マスコミ志願この指とまれ!　―山谷えり子のマスコミ最前線レポート―』講談社 1988年6月
- 『Marketing 女ごころを掴まえて　―女の時代のビジネス・ヒント、アイデアが一杯―』日本実業出版社 1990年5月
- 『はりきりママのかしこい子育て』PHP研究所 1991年1月
- 『人生について、父から学んだ大切なこと。』PHP研究所 1991年9月　のち文庫
- 『ねえ、おかあさん ―子どもの悩み子どもの本音―』編著、女子パウロ会 1992年4月
- 『ティアラの輝くとき』女子パウロ会 1994年8月
- 『あなたの笑顔をとりもどすヒント ―元気が出る、とっておきグッズ&ハウツー―』PHP研究所, 1997.9
- 『日本よ、永遠なれ　―止めよう、民主党政権の独裁と暴走―』扶桑社新書 2010年4月
- 『新しい「日本の歩き方」　―まだまだ知らない魅力がいっぱい、旅で元気になろう―』扶桑社, 2021.1

### 共著
- 『こんにちはマイ・ラブ』滝沢てるお共著（ピチレディシリーズ）/ 学習研究社 1982年7月
- 『山谷えり子の手作り料理おもしろレシピ』 神崎順子 画,（実用まんがシリーズ）講談社 1984年8月
- 『かあさんがすき なごやか家族』竹下哲,鈴木健二共著 生命尊重センター, 1999.4

## 論文
- CiNii収録論文 国立情報学研究所

## 支援団体
- 神道政治連盟、佛所護念会教団